# クローズドキャプション

英語圏でクローズドキャプションを表す「テレビ枠内にCC」の図象

クローズドキャプション（closed captioning、CC）とは、テレビやビデオほか映像ディスプレイに文字表示を出して追加補足情報を提供する字幕の一種。ここでは主に英語圏での状況について説明する。
主に聴覚障害者や難聴の人がテレビ放送や映像ソフトを楽しむためアメリカ合衆国で開発された米国方式のキャプション表示技術であり、視聴者側の設定で表示・非表示を切り替えられるのが特徴である。通常は番組内の音声箇所の文字起こしで使われ、たまに音声以外の説明が入ることもある。他の用途としては、映像に収録済みの主音声内容を代替言語で文字翻訳して提供するものがある。
現在最も親しまれているロゴは、テレビの枠内にクローズドキャプションの頭字語「CC」が入った図象である。
日本の字幕放送や文字多重放送とは異なる技術となっている。

## 用語
クローズドとは、視聴者がリモコンやメニュー画面で「表示」を選択しない限りキャプションが表示されないものを言う。対して、視聴者全員が見ることになる表示形式をオープンキャプションと呼ぶ。
HTML5は、字幕とキャプションを次のように定義している。字幕とは、視聴者にとって「音声は聞こえるが内容を理解できない（例:外国語の会話）場合を想定して、発話を文字起こししたり翻訳したもの」である。キャプションとは「音声が利用不能だったり明瞭に聞きとれない（例:音声がミュートだったり、視聴者が聴覚障害者や難聴である）場合を想定して、発話のほかに、効果音、流れる音楽、その他関連する音声情報を文字起こししたり翻訳したもの」である。
アメリカ合衆国やカナダでは上述の使い分けをしているが、日本やイギリスほか多くの国では両者を区別せずに「字幕」を一般的な用語として使っている。上述のキャプションに相当するものは「聴覚障害者用の字幕」と呼ばれている。なお、クローズドキャプションという用語はNTSC互換ビデオで使用される北米のEIA-608エンコード方式を指すのにも使われている。
大半の欧米市場では、テレビ、DVD、類似デバイス用のリモコンに字幕/キャプションの表示を制御するボタン（"SUB"や"SUBTITLE"）がついている。日本では「字幕」ボタンがあるリモコンを使うことで、上述のキャプションにあたる字幕放送を視聴可能である。ただし日本では、こうした字幕対応の番組が放送時間全体の5割前後（2014年時点）に留まる。

## 歴史

### オープンキャプション
オープンキャプション付きの定例放送は、1972年に米公共放送サービス（PBS）の番組『The French Chef』で始まった。その後すぐにWGBH-TVが『Zoom』『ABC World News Tonight』『Once Once a Classic』の番組でオープンキャプションを始めた。

### クローズドキャプションの技術開発
クローズドキャプションは、1971年にナッシュビル (テネシー州)で行われた聴覚障害者向けテレビについての第1回全国会議で初めて実演された。1972年2月15日に二度目の実演がギャローデット大学で行われ、 ABCと国立標準局が『モッズ特捜隊』の通常放送に組み込んだ形のクローズドキャプションを実証した。
クローズドキャプション方式は、1973年にPBS系列局WETA-TVの協力で導入放送された。これら試験の結果として、1976年に連邦通信委員会（FCC）は、クローズドキャプション送信用に21局線を確保した。PBSの技術者が、事前収録済み番組のキャプションに使用されるキャプション編集機器を開発した。
イギリスの英国放送協会（BBC）は、1979年に事前収録済み番組のテレテキスト（文字放送）を基本とするクローズドキャプションを導入した最初の放送局である。
リアルタイムキャプションは、1982年に米国立キャプション研究所 (National Captioning Institute) により開発された。リアルタイムキャプションにおいて、字幕速記者はステノタイプで毎分225語を超える速さでの入力を訓練し、生放送のニュース、スポーツ、娯楽番組でも視聴者が即時見られるようになった。結果、視聴者は会話の2-3秒以内に喋っている内容のキャプションを見られるようになっている。
米国では主にWGBH-TV、VITAC、CaptionMax、国立キャプション研究所がキャプション製作を行っている。イギリスやオーストラリア周辺地域ではRed Bee MediaやIndependent Media Supportなどが販売元として知られている。
音声認識技術の向上が、生放送キャプションを完全または部分的に自動化させている。BBCスポーツ放送では、喋っている解説を自動化された文字生成システムに（慎重な発音と若干の単純化そしてマークアップ言語を使って）繰り返し吹き込む「リスピーカー」という訓練済みの人材を使っている。これは一般に信頼性が高いが、失敗がないとは言い切れない。

### 全面的なクローズドキャプション
米国立キャプション研究所は、商用テレビ放送網と連携をとる目的で1979年に設立された。
米国のテレビで、定例予定が組まれたクローズドキャプションの初使用は1980年3月16日のことである。シアーズが標準的なテレビに接続可能な字幕表示機器テレキャプション・アダプターを開発して販売した。キャプション付きで視聴できた最初の番組は、 NBCでは『ディズニー・ワンダフル・ワールド』提供の映画版『Son of Flubber』、『ABCサンデーナイトムービー』で放映した『Semi-Tough』、公共放送のPBSでは『マスターピース・シアター』だった。
イギリスのBBCは、主要なBBC One、BBC Two、BBC Three、BBC Four、CBBC、Cbeebies、BBC Newsの放送7チャンネル全てで100％キャプション付きの放送サービスを提供した。放送チャンネルで提供されるのと同等のキャプションを満たす、主要放送局の発信による初のキャプション付きビデオ・オン・デマンドサービスとして、2008年にBBC iPlayerが開設された。

### 米国での法整備
1990年のテレビデコーダ回路法案（Television Decoder Circuitry Act）が可決されるまで、テレビのキャプションは三洋電機が製造して米国立キャプション研究所が販売するセットトップボックスにより変換表示されていた（当時この機器は約200ドルでテレビと同等の価格だった）。製造側との討議を通じて、単体の箱よりもテレビに適切な回路を組み込むほうが安価になるであろうことが確約され、当時三洋の従業員だったロナルド・メイが三洋とギャロデット大学の代表者として専門家証人の証言を出し、法案の可決を後押しした。1991年1月23日にこの法案が議会で可決され、連邦通信委員会（FCC）にクローズドキャプションの実装に関する規則を制定する権限を与えた。この法律は、1993年7月1日までに販売・製造された13インチ以上の画面を持つ全てのアナログテレビ受信機にクローズドキャプションの表示機能を備えるよう義務付けるものだった。
また1990年に、障害を持つアメリカ人法（ADA）が可決されて障害者の平等な機会が保証された。ADAは公共の場や商業施設での障害者差別を禁止しており、同法の第3編が病院、バー、ショッピングセンター、博物館といった公共施設（映画館は除く）のテレビ、映画、スライドショーに発話情報を表示することを義務付けている。
FCCは、英語やスペイン語の音声がある素材のキャプションを番組の発信側全員（委員会規則79.1(d)の特殊例外を除く）に義務付けている。なお、経営の厳しい事業者は先の例外に漏れていても免除申請をすることができる。
1996年の電気通信法 (Telecommunications Act of 1996) は90年のデコーダ回路法を拡張したもので、2002年7月1日までにデジタルテレビ受信機にも同様の要件を課した。2010年1月1日時点で、米国のあらゆるテレビ番組配信業者にはビデオ番組にスペイン語のクローズドキャプションを提供することが義務付けられている。
21世紀の通信とビデオアクセシビリティ法 (Twenty-First Century Communications and Video Accessibility Act of 2010) が2010年7月に米国国下院で可決された。同じ名前の類似法案S.3304が同年8月5日に米国上院で、9月28日に下院で可決され、10月8日に発効された。この法律はATSC方式のセットトップボックスリモコンにクローズドキャプションの出力オン・オフ切り替えボタンを一部義務化している。また同法は、インターネット上で再配信されるテレビ番組にもキャプションを提供するよう放送局に義務付けている。
2014年2月20日、FCCはクローズドキャプションの精度、タイミング、漏れのなさ、配置に関する品質基準の導入を満場一致で承認した。

### 日本での利用状況
米国方式のクローズドキャプションは日本語表示の問題もあり、日本の地上波とBS放送における採用例は少ない。CS放送ではスカパー!の標準画質放送で、英語のみだが米国方式のクローズドキャプションがスターチャンネルなどで採用されている。米国方式のクローズドキャプションを採用したビデオソフトは多数販売されており、英語学習として利用されている。
日本の地上波・BS放送で採用されている、米国方式ではない日本語キャプションについては「文字多重放送」を参照。

## 有用性
クローズドキャプションは、聴覚障害者や難聴者の理解補助を目的に作られたものである。また、母国語以外の言語を習得（聞き取りと会話）する人向けのツールや、音声が聞き取りづらかったり意図的に音を消した環境でのツールとしても使用されている。キャプションはまた、音声と一緒に番組の台本を読みたいだけの視聴者にも使用されている。
米国立キャプション研究所（NCI）は、キャプション入切デコーダーが組み込まれて米国のテレビの標準機能になる前の1980年代後半から1990年代初頭まで、外国語または第二言語としての英語学習者が米国におけるデコーダー購入の最大層だと指摘した。このことは母国語が英語ではない人達がクローズドキャプション最大の視聴者層だという事を示唆している。イギリスでは、750万人がテレビ字幕（クローズドキャプション）を使用しており、うち600万人は聴覚障害を持っていない。
クローズドキャプションは、バーやレストランなど周囲の騒音で聞こえない場合や、複数のテレビが異なる番組を表示している場所でも使用される。加えて、オンラインビデオは様々な機械的アルゴリズムによって音声内容のデジタル処理を介した処理がなされ、結果としてエラーの連鎖が起こったりもする。動画データが本当に正確に転送された場合はクローズドキャプションが有用な目的を果たすようになる。
一部のテレビでは、音声をミュートした（無音）時にキャプションが自動的にオンになるよう設定可能である。

## テレビとビデオ
生放送番組では、番組のサウンドトラックを構成する発話が、人間のオペレーター（発話から文字への記録者）によってステノタイプやステノマスク機器を使って写し取られ、その音声出力がコンピューターによって瞬時に文字変換されて画面に表示される。この技術は、BBCのシーファクス文字放送サービスの先駆けとして1970年代に開発された。BBCと協力して、この目的のために大学生が最初の音韻から文字への変換プログラムを作成する研究プロジェクトを実行した。ニュース速報、スポーツ大会、娯楽生番組、その他の生放送のキャプションは数秒遅れることがある。人間が次に言わんとする内容を機械は知る筈もないので、出演者が文章を述べた後でキャプションが表示されるためこの遅延が生じる。コンピュータでの自動音声認識は、単一音声を認識するよう設定した場合にうまく機能するため、2003年以降BBCは放送内容を他の人に再度喋らせることで生放送の字幕を作っている。生放送のキャプションはリアルタイム字幕放送の形式でもある。一方、ESPNのスポーツ大会では、特殊な（ステノ）キーボードと個別に作成された「辞書」を活用した速記法を使っている。
たまに台本が事前入手可能なケースがあり、その場合のキャプションは編集された後に番組内で単純表示される。事前に準備済みの内容と生放送の内容が混在するニュース速報などの番組では、技術の組み合わせを活用する。
事前収録済みの番組、コマーシャル、ホームビデオの場合、事前に音声が文字起こしされてキャプションの配置や時間配分が調整される。

世界各国のアナログテレビ放送様式（デジタル移行前までの採用も含む）

あらゆるNTSCプログラムでは、キャプションが可視区間のすぐ上となる垂直帰線区間の21番目（line21）に「エンコード」される。ATSC（米国式デジタルテレビ）プログラムではビデオ内に3編がエンコードされ、うち2つは下位互換の"line21"キャプションで、3番目はEIA-708形式で埋め込まれた最大63個の追加キャプションセットである。
EIA-608ではなくテレテキストが使用されるPALやSECAMの国ではキャプションが別の方法で変換・保存されているが、準備方法やline21区間が使用される点は同様である。家庭用ベータマックスやVHSビデオテープの場合、PAL諸国では使用されている垂直帰線区間の本数が多いため、このline21区間の配置換えを行う必要があるが、欧州のPAL方式VHS機器でクローズドキャプションの記録様式まで対応するものはごく一部だけである。あらゆるテレテキスト区間がそうだが、テレテキストのキャプションは標準のPAL諸国のVHSレコーダーでは記録できない（垂直帰線区間の配置換え非対応なので）。全区間を記録するプロ仕様のS-VHSレコーダであれば対応可能になる。記録されたテレテキストのキャプション区間はまた、ビット数の増加および特に低帯域VHSでのSN比低下に起因してキャプションエラーの数が多くなる。DVDには字幕・キャプション用の独自方式があり、データ領域にデジタル化されて挿入され、再生時にビデオに変換表示される。
古いテレビの場合、通常はセットトップボックスやその他デコーダー機器が必要となる。米国では、デコーダ回路法案可決以降に販売されているテレビの製造業者の大半には、クローズドキャプション表示機能を組み込むことが義務付けられている。技術仕様は異なるものの、ハイビジョンテレビやその受信機やチューナーカードも対象に含まれる（ハイビジョンテレビではキャプションが表示されない場合がある）。カナダに類似の法律はないが、概ね米国と同じ設定で受信している。
大文字表記はキャプション製作側によってまちまちである。米国では大半の業者があらゆる単語を大文字表記にするが、WGBHや米国以外の業者は大文字と小文字を混在させて使うことを優先させる。
line21クローズドキャプションには主に2つのスタイルがある。
- ロールアップ（又はスクロールアップ、ペイントオン、スクローリング）：このモードで送信されたリアルタイムの単語は、左から右へ1行で一度に表示される。 行がいっぱいになると行全体が上にスクロール（ロールアップ）して新しい行が表示され、一番上の行が消去される。通常だと画面下部に文字行が表示されるが、実際には画面どの辺りにも配置することができ、映像やアクションが隠れないようにすることが可能である。この手法は、単語ごとの逐次キャプション手順が必要とされたり事前作成済みの中間ファイルが使えないような、生中継などリアルタイム映像のキャプションで使用される。

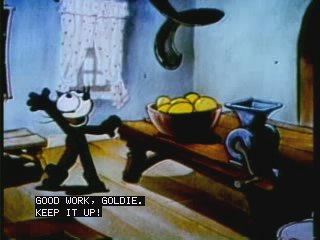
ポップオンで模擬表示させたクローズドキャプションの静止画像

- ポップオン（又はポップアップ、ブロック）：14個ある画面列のいずれかにキャプションが完全な文章で表示され、追加キャプションの後追いも可能である。この手法は、キャプションが一般的に専用施設で制作された事前収録済みテレビ番組や映画の中間ファイルから来る場合に使用される。このキャプション手法は、デジタル文書や音声認識ソフトウェアに補助させることができるが、生中継に使用する場合、テレテキストでエンコードされた生中継字幕で発生する画面上のキャプション表示の大幅遅延が避けられず、ビデオ映像を遅らせる必要がある。

### 技術的側面
米国オリジナルの仕様（Line21）には、英語以外の言語キャプションに必要な文字の多くが欠落しており、移植の立場からは多くの難点があった。以後、Line21の文字セットはさらに多くの文字を含むように拡張され、フランス語、スペイン語、ポルトガル語など、南北アメリカで使われる公用語の大部分の要件を取り扱っている。ただし、これらの拡張文字は全てのデコーダーで必須とはされず、日常使用できるかは不確実である。この問題は、市場固有の西ヨーロッパ文字の完全なセットおよび韓国・日本市場向けの民間Norpak拡張セットの導入により、ほぼ解消された。デジタルテレビの完全なEIA-708規格は、世界中の文字セットをサポートしているが、欧州放送連合のテレテキストが独自の拡張文字セットを持つDVBの国々（日本含む）を支配しているため、ほとんど使用されていない。
キャプションは、読みやすくすると共に画面に表示される文章量を減らすため、編集されることが多い。この編集は非常に小さなもので、重要でない行が若干欠落しているに過ぎず、厳格に、その俳優から発言された事実上全ての行が凝縮されている。この編集の目安として使われる尺度は1分あたりの単語数で、番組の種類によって一般に180から300まで変化する。侮辱的な言葉にもキャプションが付けられるが、テレビ放送用に番組が検閲される場合に放送局がキャプションまで編集ないし検閲するよう手配していない場合もある。 テレビのセットトップボックス「TV Guardian」は、番組での侮辱的な言葉を検閲したい親にとって有用なもので、ビデオ信号がボックスに入力されてキャプション内に侮辱的な言葉を検知すると、その時にピー音が鳴ったり無音声になる。

### キャプションチャネル
Line21の転送データは、多重化された複数のデータチャネルからのデータで構成されている。奇数フィールド1は4つのデータチャネルを持つことが可能で、WebサイトURL（T1、T2）などのキャプション関連テキストを含む個別の同期キャプション2つ（CC1、CC2）が入っている。偶数フィールド2は5つの追加データチャネルを持つことが可能で、キャプション関連テキスト（T3、T4）を含む個別の同期キャプション2つ（CC3、CC4）および詳細な電子番組ガイド用のExtended Data Services（XDS）が入っている。XDSのデータ構造はCEA-608で定義されている。
CC1とCC2は帯域幅を共有するため、CC1に大量のデータがあるとCC2データ用の空きは殆ど無く、通常は主要な音声キャプションだけで使用される。同様に、CC3とCC4はLine21の2番目の偶数フィールドを共有する。一部の初期キャプションデコーダーはCC1とCC2の単一フィールドだけをサポートしていたため、第二言語キャプションはCC2に配置されることが多かった。これが帯域幅の問題をもたらし、連邦通信委員会勧告はバイリンガル番組ではCC3に第二言語キャプションを持つべきだとしている。例えば、ユニビジョンやテレムンドといった多くのスペイン語テレビ放送局は、多くのスペイン語番組のCC3に英語字幕を提供している。 カナダの放送局は第二言語のフランス語翻訳にCC3を使用しており、韓国や日本にも同様の慣習がある。
シーファクスとテレテキストは複数の垂直帰線区間を使っているので、他言語キャプションを幾つも備えることが可能である。ただし、NICAMの二重音声放送 やZweikanaltonのいずれかを使うヨーロッパ諸国のみ2番目の字幕ページを第二言語の音声トラックのために使用している。

## デジタルテレビとの相互運用問題
米国のATSCデジタルテレビ方式は、元々クローズドキャプション2種類のデータ転送規格を規定していた。元来のアナログ互換（Line21で使用可）と最新のデジタル専用CEA-708仕様がビデオ映像内に届けられる。米国FCCは、放送局がCEA-708仕様とその単なる互換であるLine21仕様の両方のデータストリームを配信（必要があれば生成）することを義務付けている。同じ北米でもカナダ・ラジオテレビ通信委員会（CRTC）は、放送局が両方のデータストリーム仕様を放送することも、1つの仕様だけで放送することも義務付けていない。 大規模な変換費用を回避するため、大半の放送局や放送網はEIA-608キャプションをトランスコードされたCEA-708版と一緒にCEA-708パケット内にまとめて提供するだけである。

### デジタルテレビとの非互換問題
デジタルテレビまたはセットトップボックスを入手すると、放送局が送信してテレビが映るにもかかわらず、クローズドキャプション(CC)情報を表示できないことに多くの視聴者が気付く。
元々、CC情報はコンポジット映像入力を介して画像（のLine21）に含まれていたが、ディスプレイとデバイス（DVDプレーヤーや地上波・ケーブルのデジタルテレビ受信機）間でのデジタルビデオ相互接続（DVIやHDMI等）に同等する機能ではない。CC情報がMPEG-2のデータストリームでエンコードされている場合、MPEG-2データ（ソース）を解読するデバイスのみがクローズドキャプション情報にアクセスする。 CC情報を個別でディスプレイモニターに転送するための規格はない。そのため、CC情報がある場合に、ソースデバイスは相互接続のビデオ出力を通してディスプレイに転送する前に、画像にCC情報を重ね合わせる必要がある。
CC重ね合わせの制御は複雑とされるため、ソースデバイスの多くはCC情報を重ね合わせる機能を持っていない。歴史的に、DVDプレーヤー、ビデオテープレコーダ、セットトップチューナーなどはこの情報をテレビに渡すだけでこの重ね合わせを実行する必要がなく、またこの重ね合わせを実行するだけの権限も与えられていなかった。
昨今のデジタルテレビ受信機の多くはケーブルに直接接続可能だが、それだけでは利用者が金銭払いをするスクランブル済みのチャンネルを受信できないことが多い。したがって、コンポーネント間でCC情報を送信する標準的な方法がないことや、この情報を画像に追加する権限の欠如が、多くの難聴者や聴覚障害者にCCを利用できなくさせている。
欧州放送連合のシーファクスを基本とするテレテキスト方式はクローズドキャプション信号のソースであるため、テレテキストがDVB-TやDVB-Sに埋め込まれている時にはクローズドキャプション信号が内包されている。ただし、DVB-TやDVB-Sの場合、テレテキストのページ信号も存在する必要性がない（例えばITV (イギリス)はSky Digitalでアナログテレテキスト信号を送信しないが、受信機「サービス」メニュー等での切り替えで視聴可能な埋め込みバージョンを送っている）。
BBCの字幕（キャプション）編集ガイドラインはテレテキストの機能から生みだされたものだが、現在では編集・デザインの最も良い実践ガイドとして複数の欧州放送局で活用されている。

### デジタルテレビのキャプション規格の改善
CEA-708仕様がキャプションの劇的な改善を施している。
- ダイアクリティカルマーク付きの文字と非ラテン文字、および特殊な記号を多数含む拡張文字セット。
- 文字サイズを視聴者で調整可能（仕様では「キャプションボリュームコントロール」と呼ばれている）で、個人がテレビでキャプションの大中小を選べる。
- 黒い背景をオプションで置き換える透明や半透明なものも含めた、テキストや背景の多彩な色調。
- 背景に単色の文字ではなく、縁取りや影付き文字を含む多彩な書体。
- 等幅フォントや可変幅フォント、セリフ体やサンセリフほか遊び心のある筆記体フォントを一部含む多彩なフォント。
- 映像1分あたりにより多くのデータを含めるようにするための高い帯域幅
- 独立したキャプションストリームのエンコードを可能にする、より多くの言語チャネル。

2009年時点で、デジタルテレビ環境向けクローズドキャプションの大部分はアナログキャプション用（CEA-708 ATSC仕様ではなくCEA-608 NTSC仕様に準拠）に設計されたツールを使って行われている。キャプションはトランスコーダーを介して実行され、それでアナログのLine 21キャプション様式がデジタル様式に変換される。これはCEA-608に内包されていない限りCEA-708の機能は用をなさないことを意味する。

## 他メディアのキャプション使用

### DVD&ブルーレイディスク
全米テレビジョンシステム委員会（NTSC）のDVDは、Video-TSフォルダ内のMPEG-2映像ストリームのデータパケットでクローズドキャプションを運ぶ場合がある。セットトップDVDプレーヤーのアナログ出力から再生されると、キャプションデータがLine21形式に変換される。そのデータは通常であれば再生機器によって、接続されたテレビの内蔵デコーダーまたは通常のセットトップデコーダーのコンポジット映像（または利用可能なRF端子）へと出力される。Line21にはカラーバースト信号がないため、S端子やコンポーネント映像信号端子には出力できない（実際はこれに関係なく、DVD再生機器がインターレースモードであるなら、TVキャプションがオンかつCC1に設定されている場合クローズドキャプションはコンポーネント映像信号入力を介してTV画面に表示される）。パソコン上に表示する場合、キャプションデータはDVD映像ディスクのMPEG-2ストリームにあるキャプションデータパケットを読み取って復元できるソフトウェアによって表示される。AppleのDVD再生機器には、地上波放送から作られたDVDに記録されているLine21のキャプションデータを読み取って復元する機能がなく、 一部の映画DVDのキャプションについては表示可能である。
Line 21のクローズドキャプションに加えて、映像DVDには字幕が付いている場合もあり、これは通常EIA-608キャプションからビットマップ画像の重ね合わせとして描写されるもので、まるでキャプション文章みたいにDVD再生機器やDVD再生ソフトウエアを介してオン/オフを切り替えることが可能である。このタイプのキャプションは通常「聴覚障害者向けの英語」や最近では「SDH」（聴覚障害者や難聴者向けの字幕）のいずれかでラベル明示された字幕トラックで運用される。多く普及しているハリウッドDVDビデオでは、字幕とクローズドキャプションの両方を使用できる 。一部のDVDでは、Line 21キャプションが字幕と同じ文章の場合がある。それ以外はLine21キャプションにのみ聴覚障害者や難聴者に必要な追加の非音声情報（時には歌の歌詞も）が含まれている。 欧州や日本などリージョンコード2のDVDにはLine21キャプションが出てこず、代わりに利用可能な字幕言語がリスト掲載され、英語は2種類（1つはセリフだけ記述、もう1つが聴覚障害者や難聴者向けの追加情報付きの字幕セット）出てくることが多い。DVD上の聴覚障害/難聴者向け字幕ファイルの多くは、元のテレテキスト字幕ファイルを手直ししたものである。
ブルーレイディスクは、古いアナログ規格（VGA端子、S端子、コンポーネント映像端子、SCART端子）に代わって映像と音声を同期伝送することに特化したHDMI端子仕様の設計のため、Line21クローズドキャプションなどの垂直帰線区間データを運ぶことができない。ブルーレイとDVDは、PNG画像字幕または「高度な字幕（advanced subtitles）」のいずれかを使用してSDH形式の字幕を映し出すことができる。後者は、フォント、文字デザイン、位置情報、テキストのUnicode表現を含むXMLベースのテキスト形式である。高度な字幕には「解説音声」のようなメディアアクセシビリティの補助機能を入れることも可能である。

### 映画
映画館で映画のキャプションを提供するのに使用される競合技術が幾つかある。映画のキャプションは「オープン」と「クローズド」の分野に分類される。この文脈での「クローズド」キャプションの定義はテレビとは異なり、これは僅か視聴者1人だけがキャプションを表示できるようにする技術を指す。
映画館でのオープンキャプション（誰もが見る字幕タイプ）は、フィルムに焼き付け済みのものや、テキストや画像を投影したり、または（稀だが）映画スクリーンの上か下に設置したディスプレイなどを介して実現可能である。 通常このディスプレイは大きなLED表示板である。デジタルシアターでは、デジタルプロジェクターにオープンキャプション表示機能が組み込まれている。別会社のクローズドキャプションデバイスをデジタルシネマサーバーに接続することで、クローズドキャプション機能にも活用可能である。

リアウィンドウ・キャプションシステム

おそらく、米国の映画館で最も知られている付随のクローズドキャプションはNational Center for Accessible Mediaのリアウィンドウ・キャプションシステムである。映画館に入ると、キャプションが必要な視聴者には、座席の前に取り付け可能な半透明のガラスかプラスチックの平たいパネルが与えられる。映画館後方には、キャプションを鏡像で示すLEDディスプレイがある。パネルは視聴者のためにキャプションを映すが、周囲の利用者にはほとんど見えない。視聴者はパネルを通して映画を見られるようパネルを調整でき、キャプションは映画画像の上や付近に表示される。Cinematic Captioning Systems社にはバウンス・バックという同様の反射システムがある。配給会社にとっての大きな問題は、これらのシステムがそれぞれ独自のもので、それらを機能させるために劇場に個別の配給が求められる点である。独自システムにはライセンス料もかかる。
DTS (サウンドシステム)規格の開発会社Digital Theater Systemsは、映写システム用にDTS-CSS（Cinema Subtitling System）と呼ばれるデジタルキャプションのデバイスを作った。キャプションをスクリーン上の任意の場所に配置するレーザープロジェクターと、多言語を擁するCDを搭載した薄型再生デバイスの組み合わせである。リアウィンドウ・キャプションシステムを使用する場合、DTS-CSS機器はキャプション文章を映画館後部のリアウィンドウ標識部にも電送する必要がある。
デジタル映写システムにアクセシビリティ機能を組み込むには特別な取り組みが行われた。米国の映画テレビ技術者協会（SMPTE）のおかげで、オープンキャプションとクローズドキャプションほか聴覚障害者や視覚障害者向けの叙述音声、をどのようにデジタル映画の備品にパッケージ化させるかを策定する規格が現在は存在している。このことが映画に必要な独自のキャプション配信と、それに伴う特許料を排除している。SMPTEはデジタルシネマサーバーとサードパーティのクローズドキャプションシステム（CSP/RPLプロトコル）間のクローズドキャプションコンテンツの通信も規格化した。結果として、規格に準拠したデジタルシネマサーバーで動作するデジタルシネマ用の新たな競争力あるクローズドキャプションシステムが現在は登場している。これらの新しいクローズドキャプションデバイスには、カップホルダー装着する電子ディスプレイや装着者の目前にキャプション文章を表示する無線式眼鏡などがある。リアウィンドウシステムを使えるような橋渡し的デバイスも利用可能である。2010年半ば時点で、デジタルシネマにおけるアクセシビリティの広範な導入に残る課題は、デジタルムービーの非常に高品質で安全な配信のために規格化されたパッケージ方法であるSMPTE DCPへの業界全体の移行である。

### スポーツ施設
米国では大半のメジャーリーグ球場や有名大学の競技場でもキャプションシステムが採用されており、通常はメインとなるスコアボードの専用部や看板LEDの一部がその役目を果たす。これらのディスプレイには、スタジアムにおける客席放送アナウンサーのキャプションやそれ以外の音声コンテンツ（ゲームの途中経過、公共サービスアナウンス、演奏された楽曲の歌詞など）が表示される。一部の施設では障害者差別訴訟の結果としてこれらのシステムが追加されており、フェデックスフィールドは、ADA（障害を持つアメリカ人法）に基づく訴訟を経て2006年にキャプションスクリーンを追加した。ある球場では施設内キャプションを活用したり、別の球場では遠隔操作のキャプションを行う外部業者に委託していたりもする。これらスポーツ施設に関しては、誰もが目にする形のオープンキャプションが一般的である。

### ビデオゲーム
米国では1990年代にビデオゲームでのクローズドキャプション登場頻度が少ないことが問題となった、というのもゲームが一般的に音声トラックを使うようになり、時にはどのようにゲームを進めたらよいかを知るのに必要な情報を含むようになったからである。ビデオゲームのクローズドキャプションは一般的になりつつある。クローズドキャプション表示を行った最初のゲーム会社の1つが、1990年にホッケーリーグシミュレーターとTerminator 2029をリリースしたベセスダ・ソフトワークスである。アクティビジョンもまた1997年にZork Grand Inquisitorで提供した。以後、多くのゲームではカットシーン中に少なくとも音声対話の字幕が提供されており、そのキャプションにはゲーム内の重要な対話や効果音も掲載されている。例えば、諜報ゲームの『メタルギアソリッド』シリーズで字幕をオンにすると、字幕が出るのはカットシーンだけでなくリアルタイムのゲームプレイ中に話された発話内容もキャプションされ、発話を聞き取れないプレイヤーでも敵の警備員が喋っている内容であったり自分がいつ悟られてしまったのかを知ることができるようになっている。また、Valve Corporationが手掛ける多くのビデオゲーム（『ハーフライフ2』や『Left 4 Dead』など）では、クローズドキャプションが有効になっているとプレイヤーによる発話のほか殆ど全ての効果音（発砲、爆発等）がキャプション表示される。
ビデオゲームは、テレビ自体で復元表示されるLine21キャプションではなく、DVDに似た組み込み型字幕表示を行っている。ゲームシステム自体にもキャプションの役割を担うものはなく、各ゲームが個別に字幕表示をプログラム作成する必要がある。
聴覚障害者のゲームデザイナーReid Kimballは、ゲーム開発者にゲームのクローズドキャプションに関する教育を施そうとしている。彼はゲームのクローズドキャプションのためにGames[CC]団体を立ち上げ、同業界を支援する研究開発チームとして尽力している。彼はダイナミック・クローズドキャプション・システムを設計し、記事を書いたり開発者会議で講演をしている。Doom3 [CC]と呼ばれるGames [CC]最初のクローズドキャプション事業は、国際ゲーム開発者協会(IGDA)のチョイス・アワード2006ショーの年間最優秀 Doom3 Mod 賞にノミネートされた。

### オンライン動画ストリーミング
インターネット動画ストリーミングサービスのYouTubeが、動画のキャプションサービスを提供している。動画作成者はSubViewer（* .SUB）およびSubRip（* .SRT）や（* .SBV）ファイルをアップロードすることができるベータ版の機能ながら、同サイトは動画のキャプションを自動的に書き起こして生成する機能も追加しており、程度の差はあるものの動画コンテンツに成功をもたらしている。この自動キャプションは、BGMが流れていたり大袈裟に感情的にしゃべっている動画では不正確になる事が多い。音量の起伏でも機械生成されるキャプションが意味不明になることがある。強いアクセント、皮肉、話題転換、同音異義語などでも同様の問題が起こる。
2010年6月30日に、YouTubeは米国のキャプション販売業社向けに新たな指定「YouTube Ready」を発表した。初期リストにはキャプション品質評価に合格した12社が入り、彼らには利用者がサービス詳細を知ることができるウェブサイトとYouTubeチャンネルがあり、YouTubeコンテンツに提供するサービス範囲の料金も掲載している。
Flash Videoは、W3Cの時間指定テキストフォーマットであるTTML (Timed Text Markup Language) を使用したキャプションもサポートしている。最新のFlashオーサリングソフトウェアでは、無料の再生用スキンとキャプションコンポーネントが追加され、視聴者はWebページからの再生中にキャプションのオン/オフを切り替えることが可能である。昔のFlashバージョンでは、他社のキャプションコンポーネントとFlash Videoのキャプションスキンに依存していた。Flexで設計されたカスタム版Flash Playerでは、時間指定テキスト変換プロファイルの、キャプション用XMLやSAMIファイル（Huluキャプション等）に対応するよう仕立てることができる。これは、米国連邦通信委員会よりキャプション付きのオンデマンドコンテンツを提供するよう義務付けられている米国の放送局やケーブル放送網の大部分にとって喜ばしい手法である。一般的にメディアエンコード業者は MacCaption などのソフトウェアを使ってEIA-608のキャプションをこの形式に変換する。またSilverlight Media Frameworkは、ダウンロードおよび順応ストリーミングメディアのいずれでも時間指定テキスト交換プロファイルに対応する機能がある。
Windows Media Videoは、ビデオオンデマンドのストリーミングやライブストリーミングの双方でクローズドキャプションに対応している。 一般的にWindows MediaのキャプションはSAMIファイル形式に対応したものだが、埋め込まれたクローズドキャプションデータを伝送することも可能である。
EBU-TT-Dという配信フォーマットは、複数ある EBU-TT-D字幕（キャプション）配信フォーマット のプラットフォームにわたる複数の再生機器に対応している。
QuickTimeビデオは独自のクローズドキャプショントラックを経由することで608キャプションの生データに対応している。これらのキャプションはオンとオフを切り替えることができ、テレビのクローズドキャプションと同様のスタイルで全ての標準フォーマット（ポップオン、ロールアップ、ペイントオン）で表示可能であり、ビデオ画面の任意の場所に配置したり分割することが可能である。QuickTimeのクローズドキャプショントラックは、Macintosh版もしくはWindows版のQuickTime Playerのほか、iTunes（QuickTime経由）や一連のiPod機器、iPhone、iPadで表示可能である。

### 劇場
生の演劇では、舞台近くにある巨大スクリーンに（事前に担当者が台本に基づいて書いた）非音声要素も入った文章をオープンキャプションの形で表示することが可能である。昨今ではキャプションを自動生成して観劇席にいる個人にキャプションをストリーミングするソフトウェアも活用されており、そのキャプションは専用の眼鏡やスマートフォンやタブレット (コンピュータ)に表示される。

### 電話
キャプション付き電話（captioned telephone）とは、現在の会話のリアルタイムなキャプションを表示する電話である。一般的にそのキャプションは電話機に組み込まれた画面に表示される。

### メディアモニタリングサービス
特に米国では、大半のメディアモニタリング会社がニュースや広報番組からのクローズドキャプション文章を取り込んで索引化し、顧客の参照となるその文章を検索できるようにしている。TVニュースの巡回監視にクローズドキャプションを活用する手法は、1992年のUniversal Press Clipping Bureau（Universal Information Services）が先駆けである。同社は後の1993年にタルサ (オクラホマ州)を拠点とするNewsTrakとなった。米国特許第7,009,657号では、ニュースモニタリング会社で使用される「複数の地理的位置から発生するクローズドキャプション文章の自動収集と発生源特定の方法およびシステム」が書かれている。

### 会話
複数のソフトウェアプログラムが会話のクローズドキャプションを自動的に生成するものとして活用できる。こうした会話の例には、会議室での討論、教室での講義、宗教儀式などがある。

### ノンリニア動画編集とクローズドキャプション
2010年、プロ仕様の動画ノンリニア編集ソフトであるVegas Proが、CEA-608クローズドキャプションの取り込み、編集、配信に対応したものへと更新された。2010年10月11日にリリースされたVegas Pro 10では、クローズドキャプション対応にいくつかの機能強化が追加された。TVのようにCEA-608クローズドキャプションがプレビュー再生やトリミング再生する時に重ね合わせて表示できるようになり、CC情報の配置、編集、タイミングを確認するのが容易になった。CEA708方式のクローズドキャプションはCEA-608データの作成時に自動生成される。Line21クローズドキャプションのほか、AJA社やブラックマジックデザイン社カードからのHD-SDIクローズドキャプションの取り込みと印刷にも現在は対応済みである。Line21対応では既存の古いメディア向けのシステムを提供している。その他の改善には、複数のクローズドキャプションファイル形式への対応強化、DVD 、YouTube、RealPlayer、QuickTime、Windows Media Playerにクローズドキャプションデータを出力する機能などがある。
2009年半ばに、Apple社はFinal Cut Proのバージョン7をリリースし、Firewireや互換性のあるビデオキャプチャカードを経由してSD・HDマスターテープにクローズドキャプションデータを挿入するサポートを開始した（これまでは動画編集ソフトがCEA-608とCEA-708の両方のキャプションデータをマスターテープに挿入するのは不可能だった）。典型的なワークフローとしては、最初にSDないしHD動画をテープに印刷し、続いて独立したクローズドキャプションの符号化ハードウェアを備えた専門のクローズドキャプション事業会社にそれを送信するというものである。
もう一つ、Matroxのビデオシステムはクローズドキャプションデータを挿入する別のメカニズム（動画編集ソフトがビデオ編集タイムライン上で個別の音声チャネルにCEA-608やCEA-708を入れることができるもの）を考案した。これが編集中にキャプションのリアルタイムなプレビューを可能にしており、かつFinal Cut Proのバージョン6・7との互換性も有している。
それ以外のノンリニア編集システムは、標準画質映像のline21に限り間接的にクローズドキャプションに対応している。 編集タイムライン上の動画ファイルは、業界内で「ブラックムービー」と称されるクローズドキャプションデータを含む垂直帰線区間21行目の画像レイヤーと合成する必要がある。或いは、DV25やDV50のFirewireワークフローを使用する動画編集ソフトであれば、CEA-608クローズドキャプションデータを含むVAUXデータでDV .aviや.movファイルをエンコードする必要がある。